# Allan Natachee
Allan Natachee fut le premier poète qui imprima son œuvre en Papouasie-Nouvelle-Guinée. Il est souvent appelé le poète papouasien lauréate.